# 圣乔治-斯卡兰皮
圣乔治-斯卡兰皮（義大利語：San Giorgio Scarampi）是意大利阿斯蒂省的一个市镇。总面积6.02平方公里，人口126人，人口密度20.9人/平方公里（2009年）。ISTAT代码为005098。